# Westbahn

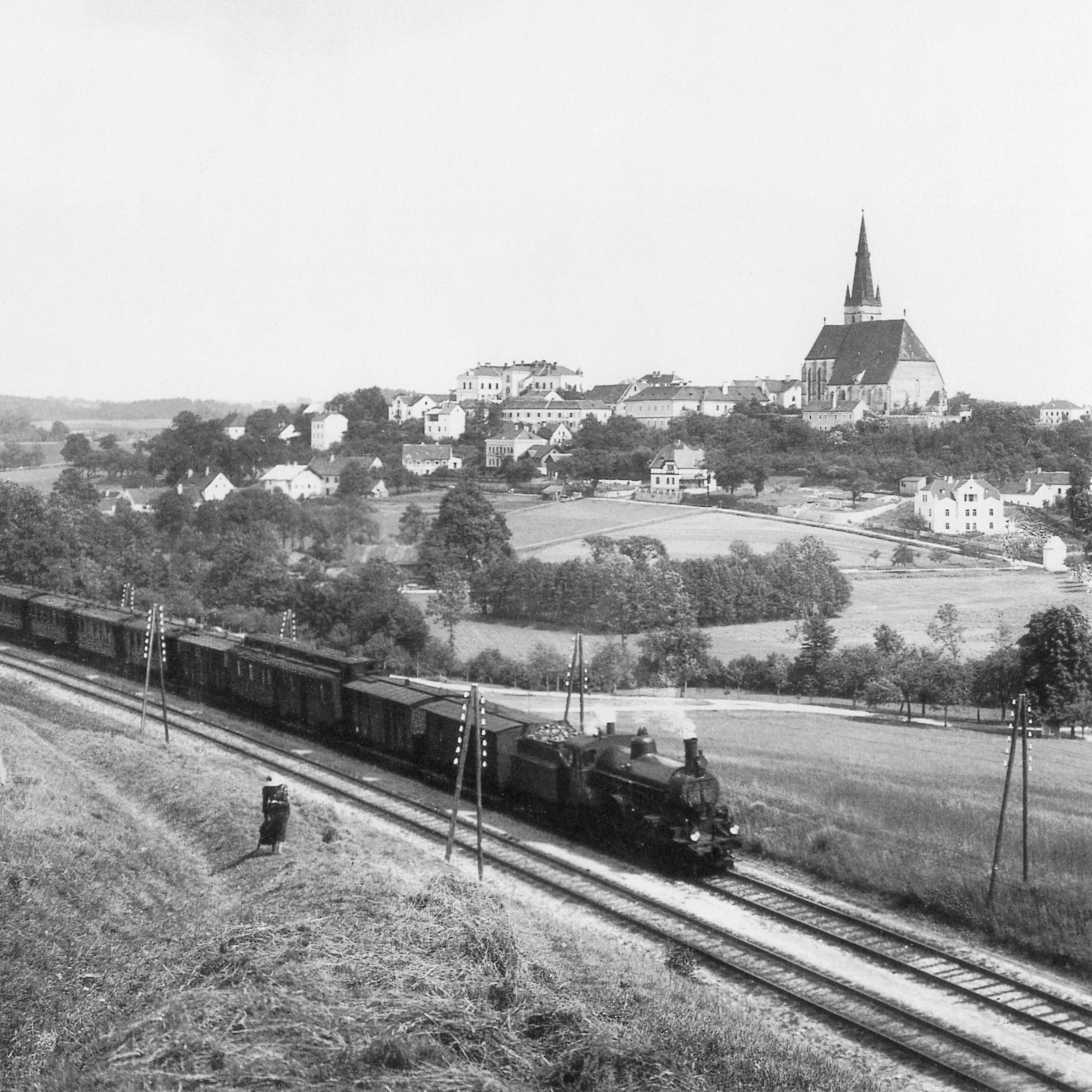
A vasút az 1900-as években

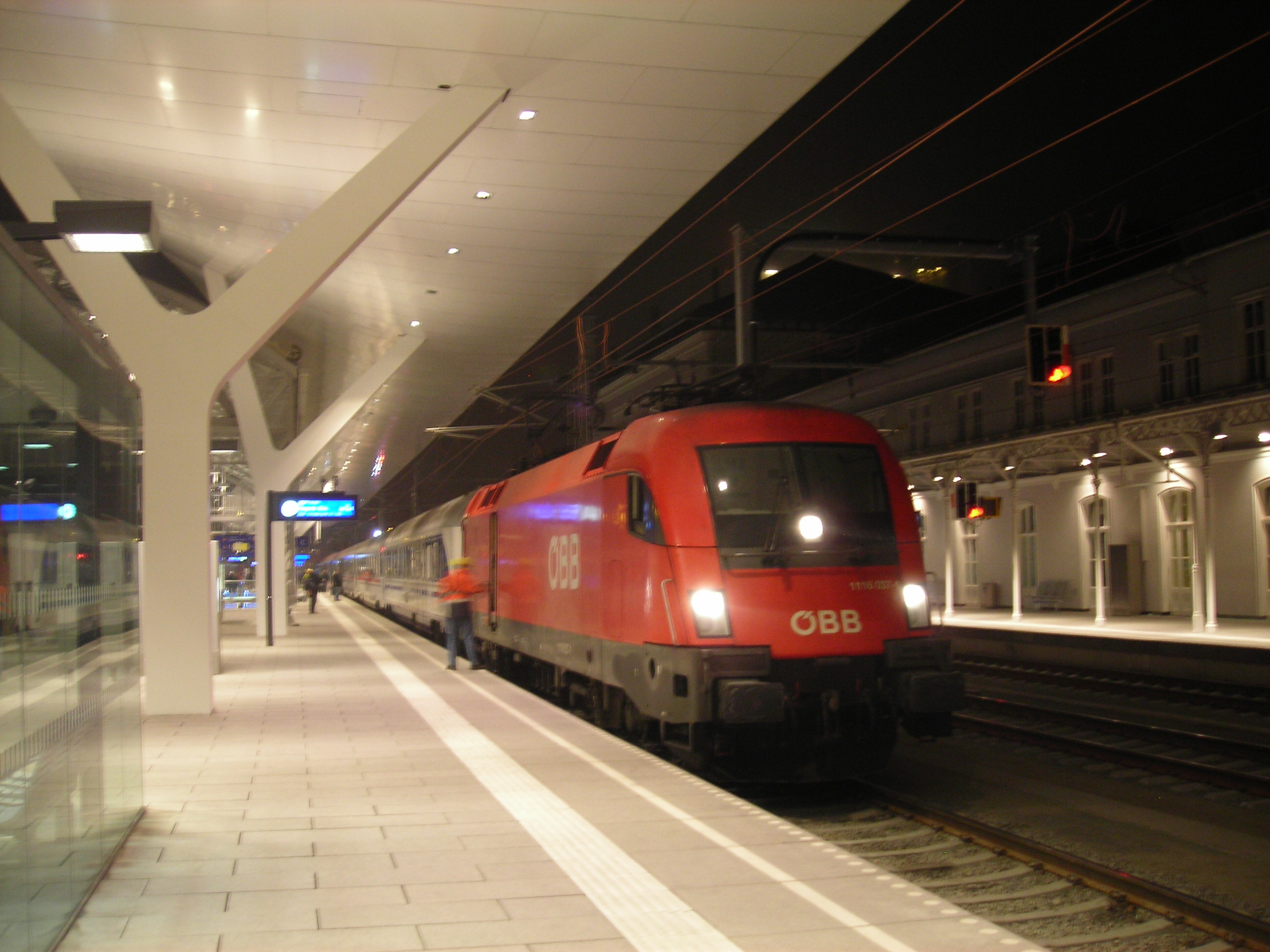
Salzburg Hauptbahnhof éjjel

A Westbahn korábban egy vasúttársaság neve volt, mely az Osztrák–Magyar Monarchia idején működött. Napjainkban egy 15 kV, 16,7 Hz-cel villamosított vasúti fővonal neve Ausztriában Bécs és Salzburg között. A vonalat a Kaiserin Elisabeth-Bahn építette.

## Története
A vonal első szakasza Bécs és Linz között épült meg 1856 és 1858 között Ferenc József császár uralkodása alatt. A vonal Linzből Salzburgot 1860-ban, Passaut 1861-ben érte el. A vállalat 1882-ben nemzetközi volt.
A vasút bécsi végállomása a Wien Westbahnhof, salzburgi végállomása pedig Salzburg Hauptbahnhof.
A vonal a második világháború alatt nagyon megrongálódott, de 1952-ig újjáépítették, és villamosították.
Napjainkban sok személyvonat, gyorsvonat, InterCity, EuroCity és ICE vonat közlekedik rajta 200 km/h-val, vagy lassabban. A vasutat jelenleg továbbfejlesztik és átépítik, hogy alkalmas legyen 230 km/h sebességre is. Ehhez további két vágányt építenek a meglévő kettő mellé. Ez azonban nem teljesen négyvágányú pálya, inkább kettő kétvágányú pálya, melyek több helyen is csatlakoznak egymáshoz. A vonalon a 2008-as menetrendváltás óta Railjetek közlekednek kétóránként ütemesen Münchenbe. A vonal része a Magistrale for Europe korridornak.

## Jelentőség és bővítése
A Westbahn a Südbahn mellett az osztrák vasúti közlekedés fő ütőere. Az EU bővítése tovább növelte jelentőségét. Nemcsak az osztrák belföldi vasúti forgalom nagy része zajlik a Westbahn vonalon, hanem a fontos távolsági járatok is a Westbahnon keresztül közlekednek Bécsből, többek között Hamburgba, Dortmundba, Kölnbe, Frankfurt am Mainba, Münchenbe vagy Zürichbe.
A Westbahn a TEN Párizs-Pozsony/Budapest vonalának fontos szakasza. Hosszú távon ezen az útvonalon közvetlen összeköttetést kell létesíteni a modern nagysebességű vonatokkal.

### Bővítés 2010-ig
A kapacitás növelése érdekében a vonalat 1990 óta nagyteljesítményű vonallá fejlesztették. Egyrészt a meglévő kétvágányú vonalat nagyteljesítményűre korszerűsítették, másrészt St. Pölten és Linz között a meglévő kétvágányú vonalat négyvágányúvá fejlesztették. Az új szakaszokat számos új alagúttal építették meg, hogy a vonalat így kiegyenesítve az akár a  250 km/h sebességre is alkalmas legyen. Ezt a fejlesztést a 2006-os menetrendváltás óta a Bécsből Frankfurtba, Münchenbe és Bregenzbe közlekedő ICE T vonatok, valamint a 2008. decemberi menetrendváltás óta a Budapest, Bécs, München és Zürich között közlekedő Railjet vonatok használhatják ki.

### Bővítés 2018-ig
A 2012. december 9-i menetrendváltás előtt a menetidő Bécsből Innsbruckba négy és fél óra volt; a menetrendváltással a menetidő négy óra 15 percre csökkent. A bővítési intézkedések befejezése után az utazási idő nagyjából "1-2-4-es rendszer" lesz, ami azt jelenti, hogy Bécsből Linzbe csak egy óra, Salzburgba két óra, Münchenbe vagy Innsbruckba pedig négy óra lesz az utazási idő.
A 2012. december 9-i menetrendváltással megnyílt az új Bécs-St. Pölten vonal (menetidő-csökkenés 16 perc). Ezen a szakaszon 230 km/h sebességgel közlekednek a vonatok. Ennek során a Bécsi-erdőn átvezető íves és hegyi vasútszakaszt kiegészítették egy új, Tullnerfelden átvezető szakasszal (Bécsi-erdő alagút és Perschling alagútlánc), amely St. Pöltennél újra csatlakozik a régi nyugati vasút útvonalához.
A meghosszabbítás során a Lambach - Breitenschützing szakaszt nagyteljesítményűvé korszerűsítették, és 2012 októbere óta 230 km/h sebességgel lehet közlekedni; a régi útvonal visszaszerelése 2013 júliusára megtörtént.
Mivel a bécsi Wien Westbahnhof egy fejállomás, a Bécset meghaladó és a keleti szomszédos országokba (például Budapestre) közlekedő távolsági vonatoknak a Westbahnhofon kellett irányt változtatniuk. 2015 vége óta az összes távolsági vonatot, beleértve az összes railjet-járatot is, nem a Hadersdorfi csomópontból Hütteldorfon keresztül a Westbahnhofra irányítják, mint korábban, hanem a Lainzer-alagúton keresztül Wien Meidling állomáson keresztül az újonnan épült Wien Hauptbahnhofra. Ez alól kivételt képeznek a WESTbahn magánvasúti szolgáltató vonatai, amelyek továbbra is csak a bécsi Westbahnhof és a Salzburg Hauptbahnhof között közlekednek. 2017 végétől 2019 végéig a WESTbahn további vonatokat kínált, amelyek a bécsi Westbahnhofba tartó vonatokkal váltakozva a Hadersdorfi csomópontból a bécsi Meidlingben lévő Lainzer-alagúton keresztül a bécsi S-Bahn fővonalra közlekedtek, és a bécsi Pratersternbe irányították őket.
2015-ben üzembe helyezték a négyvágányú Ybbs an der Donau - Amstetten szakaszt, amelynek maximális sebessége 250 km/h.
2016-ban befejeződött Amstetten állomás keleti fejének átépítése, amely nemcsak a négy nyugati vágánynak a peronokhoz való csatlakoztatását biztosította, hanem a tehervonatok kialakításához szükséges elegendő vágányhosszúságot is, és megváltoztatták az állomás keleti részén a váltók konfigurációját.
2017-ben adták át a forgalomnak a St. Pölteni tehervonat elkerülő utat (Knoten Wagram - Knoten Rohr), amely legfeljebb 120 km/h sebességgel járható.
A linzi főpályaudvar keleti végállomását 2018 áprilisára tízvágányúvá fejlesztették, így biztosítva a négyvágányú Westbahn csatlakozását.

### A jövő
A Linz Kleinmünchen - Oststeinfahrt Linz Hauptbahnhof szakaszon a linzi rendező pályaudvar is szerepel, és valószínűleg 2032-ig csak kétvágányú lesz. 2019-ben a linzi főpályaudvar nyugati végállomásán megkezdődtek a munkálatok a négyvágányú nyugati vasútvonal korszerűsítésére. Ezt követően a jelenleg fejlesztés alatt álló Linz Kleinmünchen - Linz Hauptbahnhof szakasz szerkezeti megvalósítása következik.
2032-re várhatóan a Westbahn Bécs és Wels között végig négyvágányú lesz, de nem négyvágányú, hanem két kétvágányú vonalból áll majd, amelyek több üzemileg hasznos ponton kapcsolódnak egymáshoz.
Straßwalchen és Salzburg között további négyvágányú (27 kilométer) bővítést terveznek. A meghosszabbításra azért van szükség, mert ezt a szakaszt a salzburgi S-Bahn S2-es vonalának vonatai is használják. Ennek érdekében Köstendorf és Salzburg között új pályát hoznak létre, amely Seekirchen körül vezet majd.
A Köstendorf és Salzburg között tervezett új vonal hossza mintegy 21 kilométer. Az útvonal mintegy 16,5 kilométere a Flachgau-alagúton keresztül vezet, amely három szakaszra oszlik. A két egyvágányú alagútcső Köstendorf, Schleedorf, Seekirchen, Elixhausen és Hallwang települések alatt halad át. Köstendorfban és Salzburg Kasernben csatlakozik a meglévő Westbahn vonalhoz.
Ezt a vonalat a tervek szerint 2026-ban kezdik építeni.

## Rekordok
- 2004. augusztus 18-án az ICE S a Pöchlarn melletti Ybbs és Prinzersdorf közötti szakaszon (91. vonalkilométer) 305 km/h sebességrekordot állított fel a vasúti járművek számára Ausztriában;
- 2008. július 12-én egy négy kocsiból álló railjet új sebességrekordot állított fel Ausztriában, 275 km/h sebességgel az osztrák vonatok kategóriában St. Valentin és Amstetten között.
- A Neue Westbahn engedélyeztetésének részeként az ICE S 330 km/h sebességgel közlekedett, ezzel 336,4 km/h-val új osztrák sebességrekordot állítottak fel;
- A 216,0 és 219,0 kilométer, valamint a 221,1 és 223,2 kilométer között a 230 km/óra engedélyezéséhez szükséges 253 km/órás hivatalos átvételi futást az 1016, 1116 és 1216 sorozatú mozdonyok mindegyikével elvégezték. A két szakasz között, Gunskirchen állomáson csak 240 km/h engedélyezett.